# بخش شمیل
بخش شمیل، یکی از بخش‌های شهرستان بندرعباس در استان هرمزگان ایران است. مرکز این بخش، شهر شمیل است.

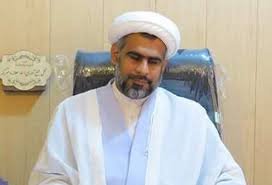
آصف باصره رئیس شورای سیاستگذاری ائمه جمعه هرمزگان

## تقسیمات کشوری
- بخش شمیل
  - دهستان شمیل
  - دهستان حسن لنگی

شهر: شمیل

## جمعیت
بر پایه سرشماری عمومی نفوس و مسکن در سال ۱۳۹۵، جمعیت بخش شمیل برابر با ۱۸٬۹۰۰ نفر بوده است.